# Monir Vakili
Monir Vakili, née le 19 décembre 1923 à Tabriz (Iran) et morte le 28 février 1983 à Nivelles (Belgique), est une soprano iranienne. Elle est la première chanteuse persane à populariser les chansons folkloriques persanes en Iran et sur la scène musicale internationale.

## Biographie
Vakili naît dans une famille d’amateurs d’art et de musique. Son père encourage son intérêt pour l'opéra et soutient sa décision d'étudier à l'étranger. Vakili étudie le chant et le théâtre au Conservatoire de Paris.
À Paris, elle rencontre Abdol-Madjid Madjidi (1929-2014), alors étudiant en droit et passionné de peinture. Vakili quitte son mari d’alors pour se marier avec Madjidi, en 1951. Le couple retourne en Iran en 1952 et y est artistiquement très actif. Vakili garde son nom propre, une pratique courante en Iran. Même au sommet de leurs carrières respective, beaucoup de gens ignoraient qu’ils étaient mariés.
Elle lance la première compagnie d'opéra en Iran. Elle interprète notamment des rôles comme Madame Butterfly, Mimi dans La Bohème, Violetta dans La Traviata et Liu dans Turandot, au Rudaki Hall. Elle souhaite élever le niveau artistique iranien aux normes internationales. Elle produit et anime une série à la Télévision national Iranienne mettant en vedette des sélections du Rudaki Hall, et crée un festival de film d'opéra.
En 1958, à Paris, elle enregistre un album, Chants et Danses de Perse intégrant des chansons de différentes régions d'Iran. L'album remporte le Grand Prix du disque de l'Académie Charles-Cros. L'album a fait l'objet d'une reprise en 2003 par sa fille ZaZa et ses petits-enfants Arian Saleh, et Alexandra Monir, sous le titre Resurrection (Baazgasht).
Elle est coach vocal au Conservatoire national de musique de Téhéran, de 1955 à 1957. Elle donne des récitals à l'Institut français et à l'ambassade de Roumanie à Téhéran, de 1955 à 1956.
Elle étudie au Conservatoire de musique de la Nouvelle-Angleterre de Boston,, de 1960 à 1961, obtenant un diplôme de direction d'opéra. Elle monte les premières scènes d'opéra télévisées de Madame Butterfly et La traviata à la télévision de Sabet, en mai 1961. De 1969 à 1971, elle est membre de la radio Téhéran et de l'Association des amis de la culture française, soliste et membre du chœur.
En 1975, grâce au support du gouvernement iranien et de riches mécènes, elle crée une académie de chant pour filles, voyageant dans toute l’Iran pour sélectionner les candidates. Après trois ans de travail intense, les élèves chantent dans le chœur de Téhéran ou à l'opéra.
Vakili fréquente l'école américaine à Hamadan où elle s'est produite en tant que soliste et membre de la chorale de l'église.
Elle tourne et joue beaucoup en Russie, au Tadjikistan, en Bulgarie, en Roumanie, en France, en Allemagne, en Italie et aux États-Unis. Elle a deux filles avec Madjidi : Djamileh et Shéhérazade Saleh (dite ZaZa), elle aussi chanteuse.
Monir Vakili meurt dans un accident de voiture le 28 février 1983 en Belgique alors qu'elle revient avec son mari d'un rassemblement informel avec des diplomates importants.

## Opéra
- Madame Butterfly de Giacomo Puccini
- La Bohème de Ruggero Leoncavallo
- La traviata de Giuseppe Verdi
- Turandot de Giacomo Puccini

## Discographie
- 1958 : Chants et danses de Perse[11]Face A :

| 1.    | To bio                  | 02:50 |
| 2.    | Daren djan / Aziz djoun | 02:59 |
| 3.    | Ley-ley                 | 02:55 |
| 08:44 |                         |       |

Face B :
| 1.    | Patché leyli          | 01:58 |
| 2.    | Lor batché            | 01:23 |
| 3.    | Golé Gandom           | 02:02 |
| 4.    | Dokhtaré Boyer Ahmadi | 02:53 |
| 08:16 |                       |       |

## Prix
- prix de la meilleure chanson populaire au Festival de la jeunesse de Berlin, 1951[10]
- Grand Prix du disque de l'Académie Charles-Cros, pour son album Chants et Danses de Perse, 1958[10]
- prix Forough Farrokhzad, 1976[4]

## Crédit d’auteurs
- (en) Cet article est partiellement ou en totalité issu de l’article de Wikipédia en anglais intitulé « Monir Vakili » (voir la liste des auteurs).